# Giulia Pincerato
Giulia Pincerato (Dolo, 16 marzo 1987) è una pallavolista italiana, palleggiatrice del Casalmaggiore.

## Carriera

### Club
Giulia Pincerato inizia la sua carriera pallavolistica nella squadra giovanile di Legnaro, nel 1999. Nel 2000, a tredici anni, fa il suo esordio in Serie B2 con il Club Padova, squadra con la quale ottiene, l'anno seguente, la promozione in B1. Tra il 2002 e il 2003 fa parte del Club Italia, per poi tornare nuovamente a Padova nel 2003, ottenendo una seconda promozione, questa volta in Serie A2, e facendo il suo esordio nella serie cadetta nella stagione 2004-05.
Nel 2005-06 gioca nella Esperia, per poi arrivare, nel 2006-07, all'ambiziosa Sassuolo. Con la squadra emiliana vince la Coppa Italia di categoria e ottiene la promozione in Serie A1, categoria nella quale fa il suo debutto nella stagione 2007-08.
Dopo una buona stagione a Sassuolo, viene acquistata dalla Sirio Perugia per la stagione stagione 2008-09; utilizzata come titolare, si alterna con Kim Staelens. Con la squadra umbra conquista il terzo posto nella Champions League 2009.
Nell'annata 2010-11 viene ingaggiata dal Parma, in Serie A2, con la quale vince il campionato e ottiene la promozione nella massima serie; la stagione successiva passa al Villa Cortese.
Nella stagione 2012-13 viene ingaggiata dal Cuatto Giaveno, squadra neopromossa in Serie A1, mentre in quella successiva è al Forlì, con la quale retrocede in Serie A2, categoria dove milita nella stagione 2014-15 con la Beng Rovigo.
Nell'annata 2015-16 si trasferisce in Romania, per militare nel CSM Bucarest, club della Divizia A1, con cui si aggiudica la Challenge Cup. Nell'annata 2016-17 rientra nella massima divisione italiana col Neruda di Bronzolo, stessa categoria dove milita anche nella stagione 2017-18 con il River di Piacenza e in quella 2018-19 con il Casalmaggiore.
Per la stagione 2019-20 si accorda con l'Academy Sassuolo, nel campionato di Serie A2: a campionato in corso viene ceduta al Montale, nella stessa categoria. Nel corso della stagione successiva interrompe tuttavia il rapporto anche con il club emiliano.
Dopo quasi due anni passati lontano dalla pallavolo giocata, durante i quali assume anche il ruolo di allenatrice per l'Aduna Padova, riprende l'attività accettando la proposta del Giorgione, in Serie B1, per il campionato 2022-23 e quella del Casalmaggiore, in Serie A2, per il 2024-25.

### Nazionale
Nell'estate del 2004 con la nazionale under 19 vince la medaglia d'oro al Campionato europeo, mentre nel 2005 vince la medaglia di bronzo ai XV Giochi del Mediterraneo, con la nazionale maggiore.
Alla fine della stagione 2008-09 viene nuovamente convocata nelle file della nazionale maggiore italiana, vincendo la medaglia d'argento al Montreux Volley Masters e la medaglia d'oro alla XXV Universiade.

## Palmarès

### Club
- Coppa Italia di Serie A2: 1

2006-07
- Challenge Cup: 1

2015-16

### Nazionale (competizioni minori)
- Campionato europeo under 19 2004
- XV Giochi del Mediterraneo 2005
- Montreux Volley Masters 2009
- Universiade 2009